# Capitán mayor

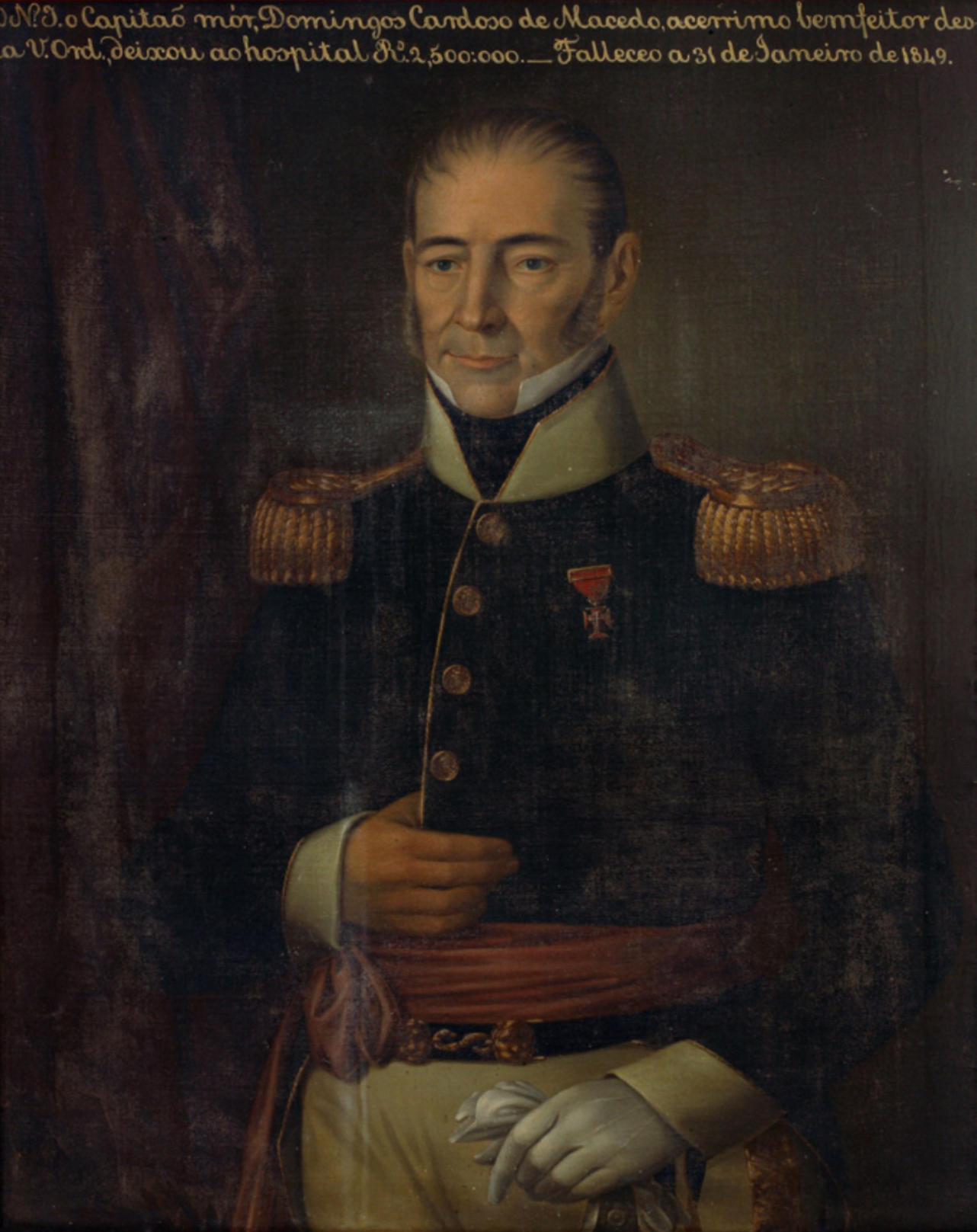
Retrato de Domingos Cardoso de Macedo (1780-1849), último Capitán-Mayor de Ordenanzas de Guimarães.

Capitán mayor (en portugués: Capitão-mor) era el nombre dado al oficial militar responsable del mando de las tropas de Ordenança en las regiones de Portugal (vila, cidade, concelho) entre los siglos XVI y XIX. 
La denominación se aplicó posteriormente a otras funciones militares y administrativas en la Marinha y en las Colonias portuguesas de ultramar. Fue de uso común en Brasil en la época colonial (durante las capitanías hereditarias).

## Capitán Mayor del Mar
El cargo de Capitán Mayor de Mar fue creado en 1373 por el rey Fernando I para complementar al Almirante de Portugal al mando de la Marinha Portuguesa.
En el siglo XVII, este cargo de Capitán General del Mar pasó a denominarse "Capitán General de la Real Flota de Galeones de Alta Mar".